# Annequin (folklore)
Pour les articles homonymes, voir Annequin.
Le annequin (ou hannequet, hannequin, harliquin, pluriel annequires) est une créature féerique et maléfique du folklore des Ardennes, décrite comme une sorte de lutin ou de feu-follet dont la principale occupation est d'attirer les hommes dans des marécages où ils se noient. Leur origine est étroitement liée à la mesnie Hellequin, et par elle au personnage italien d'Arlequin,.
Les annequins tiendraient une ronde tous les samedis soir et certaines nuits, ils passent au-dessus des maisons en poussant des sifflements aigus. Toute personne qu'ils surprennent alors disparaît à jamais. Il vivraient plus précisément dans les bois de Puilly[réf. nécessaire]